# Allister (Virginia Occidental)
Allister es un área no incorporada ubicada en el condado de Wetzel, Virginia Occidental, Estados Unidos. Está catalogada como un asentamiento humano por la Junta de Nombres Geográficos de los Estados Unidos. Su número de identificación (ID) es 1549561. Se encuentra a 407 m s. n. m. (1335 pies).

## Historia
Se estableció una oficina de correos en 1909 y permaneció en funcionamiento hasta 1935.